# Вексиллоид
Вексиллоид — штандарт, изображающий символику стран, организаций, отдельных личностей.

## Определение
В 1958 году вексилолог Уитни Смит дал следующее определение вексиллоиду:
Объект, выполняющий функции флага, но отличающийся в некоторых отношениях, обычно своим внешним видом. Вексиллоиды являются характерным признаком традиционных обществ и часто выглядят как знамя с эмблемой на верхушке, например, фигурой животного.
«Вексиллоид» может быть использован в широком смысле как обозначение любого знамени (вексиларного объекта), которое не является флагом. Термин включает в себя: вексиллумы, бандероль (вексиллоид на вершине мачты), пеннос, ленты, штандарты, хоругви, гонфалоны.
Первыми простейшими прото-вексиллоидами и предшественниками более поздних флагов и вексиллоидов могли быть куски ткани, окропленные кровью побеждённых врагов.
Флаги во многом вытеснили вексиллоиды в течение позднего средневековья, между 1100 и 1400 годом н. э. Тем не менее, вексиллоиды по-прежнему используются для специальных нужд или во время уличных парадов, также военными подразделениями или в качестве символов организаций, например, братств.

## Вексиллоиды древних империй
- Империя Ахеменидов использовала стилизованные изображения сокола на своих вексиллоидах.

- Вексиллоид Александра Великого с изображением Вергинской звезды.

- Ашока Чакра — символ Империи Маурьев.
- Вексиллоид Карфагена, вероятнее всего, состоял из копья, на котором находился диск и полумесяц, символизирующие бога Баала — солнце и богиню Танит — луну[3].
- Вексиллум Древнего Рима (вверху справа) с изображенными на нём буквами S·P·Q·R (senātus populusque Rōmānus), «cенат и население Рима».
- В империи Сасанидов на вексиллоидах использовали символ, подобный солнечному кресту, носивший название Деравш-Каваян (среднеперсидский Drafš-ī Kāvayān).

## Вексиллоиды средневековых империй
- После 1057 года н. э. Византийская империя начала использовать в качестве символа двуглавого орла, как свой символ. Справа — символ, использовавшийся династией Палеологов.
- Вексиллоид Монгольской империи — единственный среди мировых империй[источник не указан 2803 дня] вексиллоид, имевший трёхмерную конструкцию. «Ёсон цагаан туг» (Монгольский: Есөн хөлт цагаан туг), или «Девятихвостое знамя», состояло из девяти хвостов белых лошадей, подвешенных к кругу, на котором был укреплён символ в виде пламени или трезубца. В мирное время такой вексиллоид выставлялся перед юртой хана. В военное время знамя Монгольской империи выглядело так же, но делалось из хвостов чёрных лошадей.
- Туг — у тюрков и народов Центральной Азии до и во время османского периода.

## Вексиллоиды современных империй
- В нацистской Германии, также известной как Третий рейх, отряды СС использовали вексиллоиды во время парадов и военных съездов. Полотнище с эмблемой и слоганом Deutschland Erwache («Германия пробуждается») подвешивалось на горизонтальной перекладине, прикреплённой к древку средней частью. Древко венчал металлический германский орёл со свастикой, под которым располагалась прямоугольная пластина, на которой с передней стороны помещалось название штаб-квартиры штандарта, а с обратной — «N.S.D.A.P»[4].